# Bernhard Banas
Bernhard Banas  (* 1966 in München) ist Molekularbiologe und Mediziner insbesondere der Nephrologie und der Transplantationsmedizin. Er ist Direktor der Abteilung für Nephrologie und des Universitären Transplantationszentrums am Universitätsklinikum Regensburg (UKR).

## Leben und Wirken
Banas studierte Medizin an der Ludwig-Maximilians-Universität München und war im Anschluss von 1993 bis 2003 an der Medizinischen Poliklinik des Klinikums der Universität München tätig. Dort sammelte er Erfahrung als Internist, Nephrologe, Hypertensiologe, Transplantationsmediziner und Gesundheitsökonom (MBA).
Im Jahr 2003 wechselte er als Internist und Nephrologe an die Klinik und Poliklinik für Innere Medizin II der Universitätsklinik Regensburg, 2014 wurde unter seiner Leitung eine Abteilung für Nephrologie neu eingerichtet. Banas erwarb internationale Erfahrung durch Forschungsaufenthalte als Invited Scientist in Seattle, Oxford und Boston. Seit 2008 ist Banas Direktor des Universitären Transplantationszentrums Regensburg und seit 2013 gleichzeitig Direktor der Klinik für Innere Medizin II (Nieren- und Hochdruckerkrankungen) am Caritas-Krankenhaus St. Josef. Zudem ist er Ärztlicher Direktor des KfH-Nierenzentrums Plato-Wild-Straße in Regensburg. 
Seine wissenschaftlichen Schwerpunkte liegen in den Bereichen der Biologie renaler Zellen und Gewebe, entzündliche Nierenerkrankungen, Nierentransplantation, Biomarker-Entwicklung klinischer Studien. Förderer sind unter anderem die Deutsche Forschungsgemeinschaft und die Europäische Union.
2024 startete Banas mit dem Universitätsklinikum Regensburg und der Patienteninitiative Organspende Ostbayern in Vorbereitung des bundesweiten Tages der Organspende 2025 in Regensburg die Aktion „Ostbayern entscheidet sich“.

## Mitgliedschaften
- Alt-Präsident und aktueller Vorsitzender der Ethikkommission der Deutschen Transplantationsgesellschaft (DTG)
- Vizepräsident der Deutschen Akademie für Transplantationsmedizin (DAT)
- Tagungspräsident 2024 und Mitglied der Kommission Finanzen der Deutschen Gesellschaft für Nephrologie (DGfN)
- Arbeitsgruppen-Mitglied der Ständigen Kommission Organtransplantation (StäKO) der Bundesärztekammer
- Gründungsmitglied des Bündnisses für Organspende Bayern beim Staatsministerium für Gesundheit und Pflege, Bayern
- Vorsitzender des Wissenschaftlichen Fachbeirats des Deutschen Transplantationsregisters
- Fachbeiratsmitglied der Deutschen Stiftung Organtransplantation (DSO), Region Bayern
- Fachberater der Bayerischen Landesärztekammer
- Mitglied Ethics Committee Eurotransplant (ETEC) der Stiftung Eurotransplant
- Fellow of the American Society of Nephrology (FASN)
- Deutsche Hochdruckliga e. V. (DHL), Deutsche Gesellschaft für Hypertonie und Prävention
- Clinical Hypertension Specialist der European Society of Hypertension (ESH)

## Ehrungen
- Focus-Gesundheit wählte Banas als Topexperte für Nephrologie und Bluthochdruck